# Port Macquarie

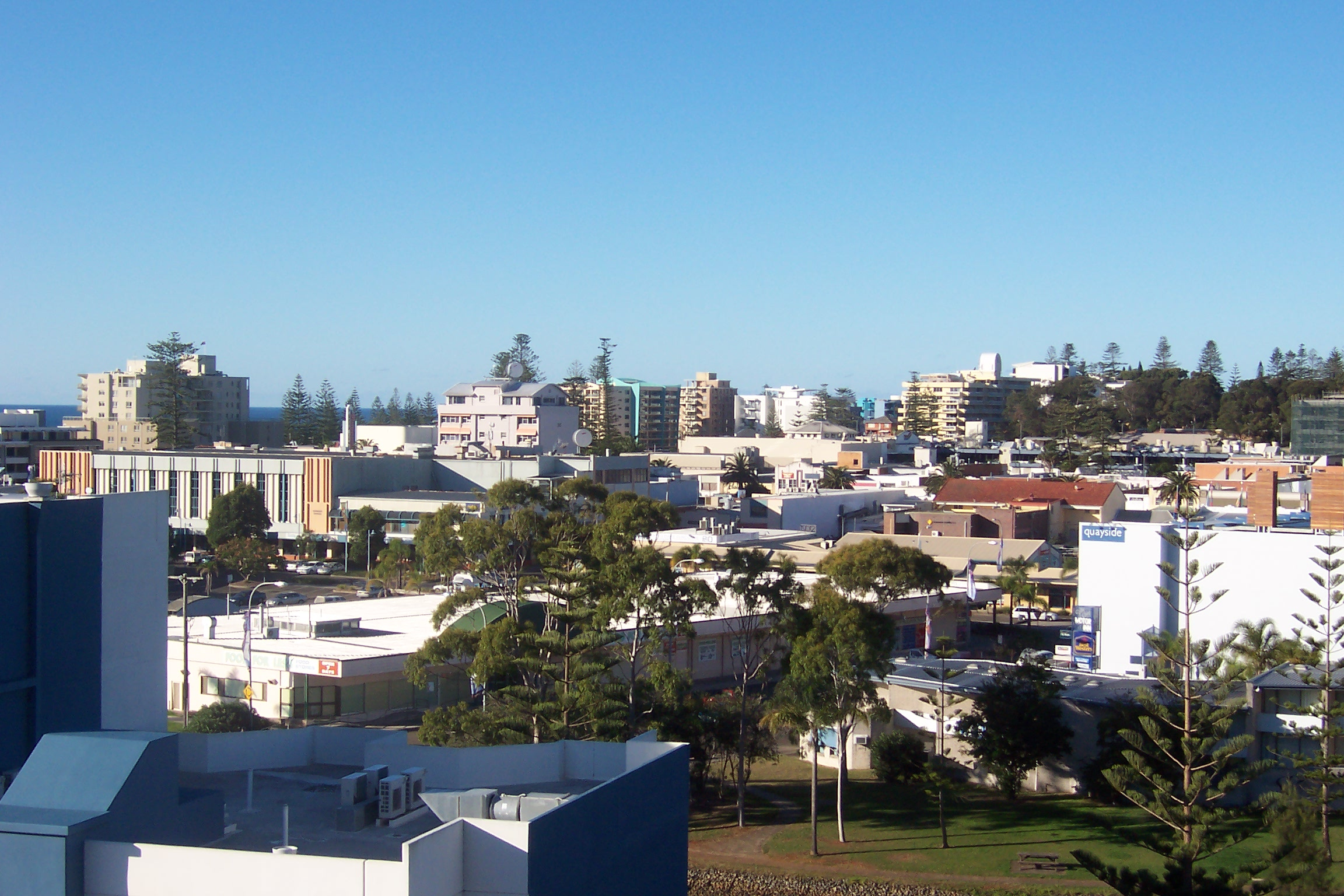
Port Macquarie

Port Macquarie – miejscowość w hrabstwie Macquarie w stanie Nowa Południowa Walia w Australii. Położone w odległości ok. 390 km od Sydney. Miasto portowe i turystyczne przy ujściu rzeki Hastings nad Pacyfikiem.

## Historia
Pierwszym Europejczykiem, który stanął w Port Macquarie był John Oxley w roku 1818. Miejsce, w roku 1821 ustanowiono kolonią karną i wybudowano więzienie. W 1823 rozporządzeniem gubernatora Lachlana Macquarie, przeniesiono ok. 1000 więźniów, głównie niepoprawnych i kalekich z więzienia w Newcastle.
Dla osadników Port Macquarie i region, został udostępniony w 1830 roku.